# Symphysanodon typus
Symphysanodon typus es una especie de pez del género Symphysanodon, familia Symphysanodontidae. Fue descrita científicamente por Bleeker en 1878.
Se distribuye por Indonesia (Lombok, islas Kai) y Filipinas (Luzón) hasta el archipiélago de Hawái. La longitud estándar (SL) es de 17 centímetros. Puede alcanzar los 400 metros de profundidad. Está clasificada como una especie marina inofensiva para el ser humano.